# Káncsipuram
Káncsipuram, röviden Káncsi (tamil nyelven: காஞ்சிபுரம், angolul: Kanchipuram ) város India délkeleti részén, Tamilnádu szövetségi államban, Chennaitól kb. 70 km-re DNy-ra. Lakossága 164 ezer fő volt 2011-ben. 
A város mind Siva, mind Visnu isten szent városa, hindu zarándokhely. Az ezer templom városának is hívják, amelyből még kb. 124 szentély létezik. Sokat közülük a 7 - 8. században építettek. 
Káncsipuram a virágkorát a 3 - 8. század között élte, itt volt a dél-indiai Pállava Királyság fővárosa.

## Galéria

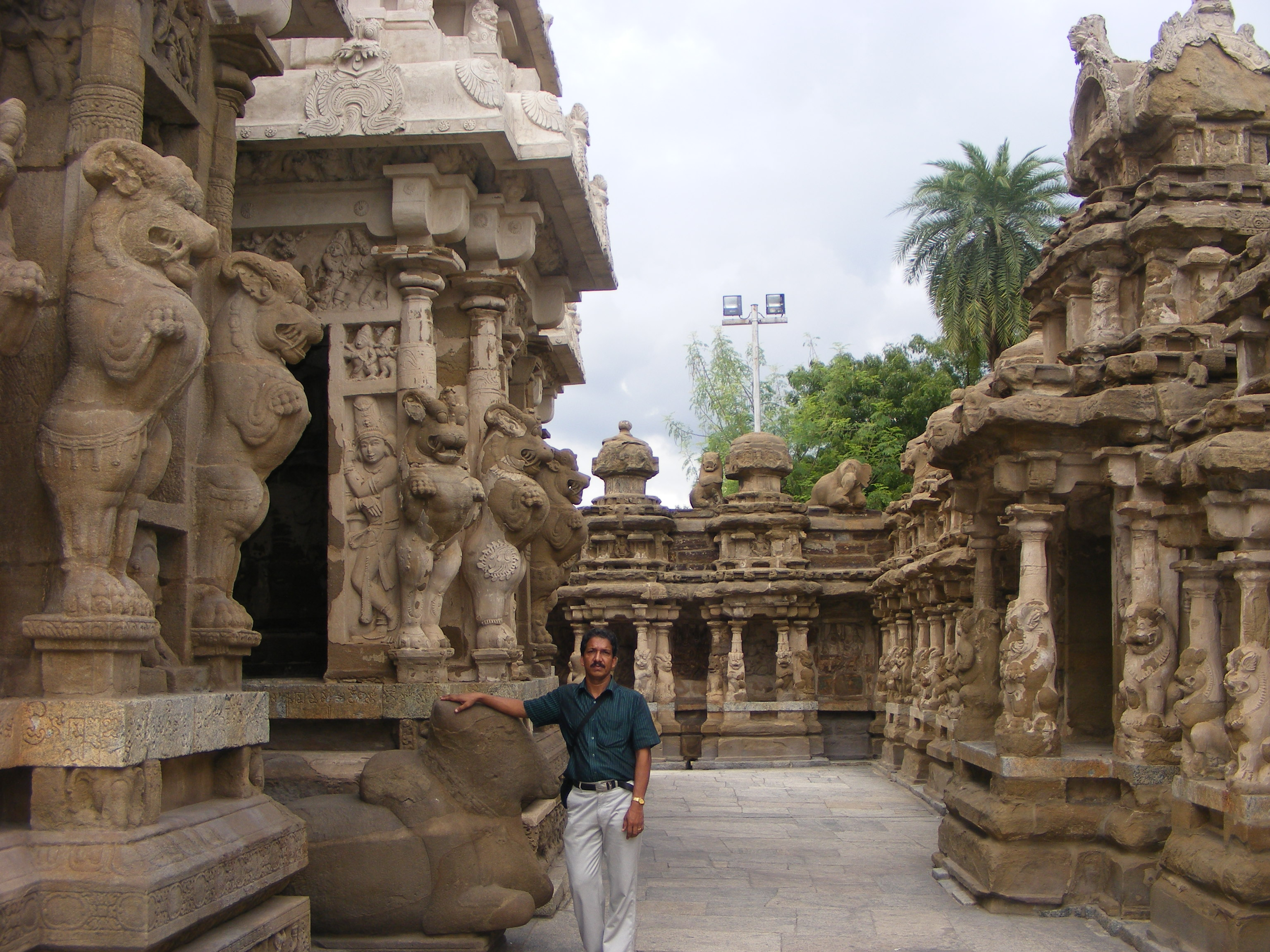
Kailásznátha-templomkomplexum
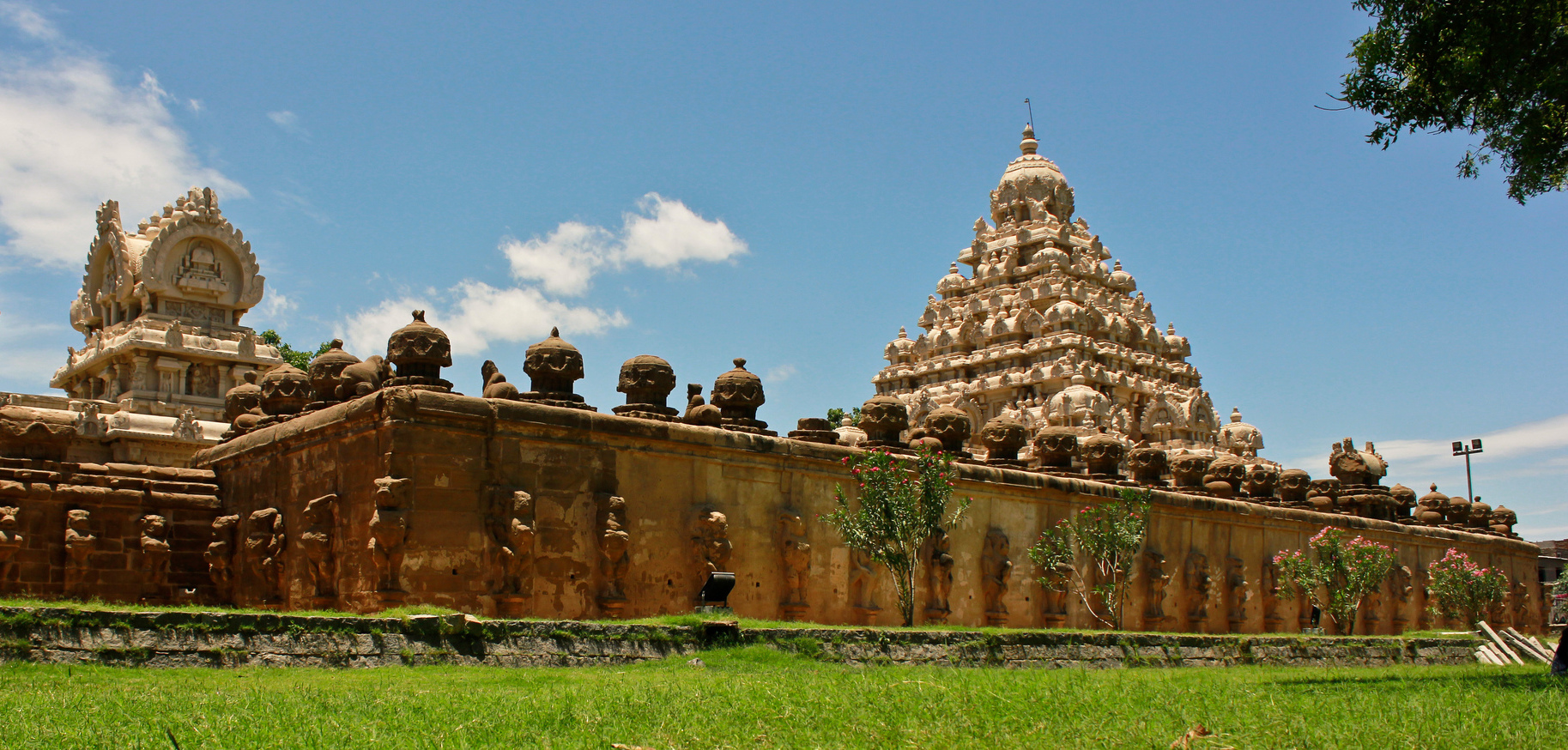
Kailásznátha
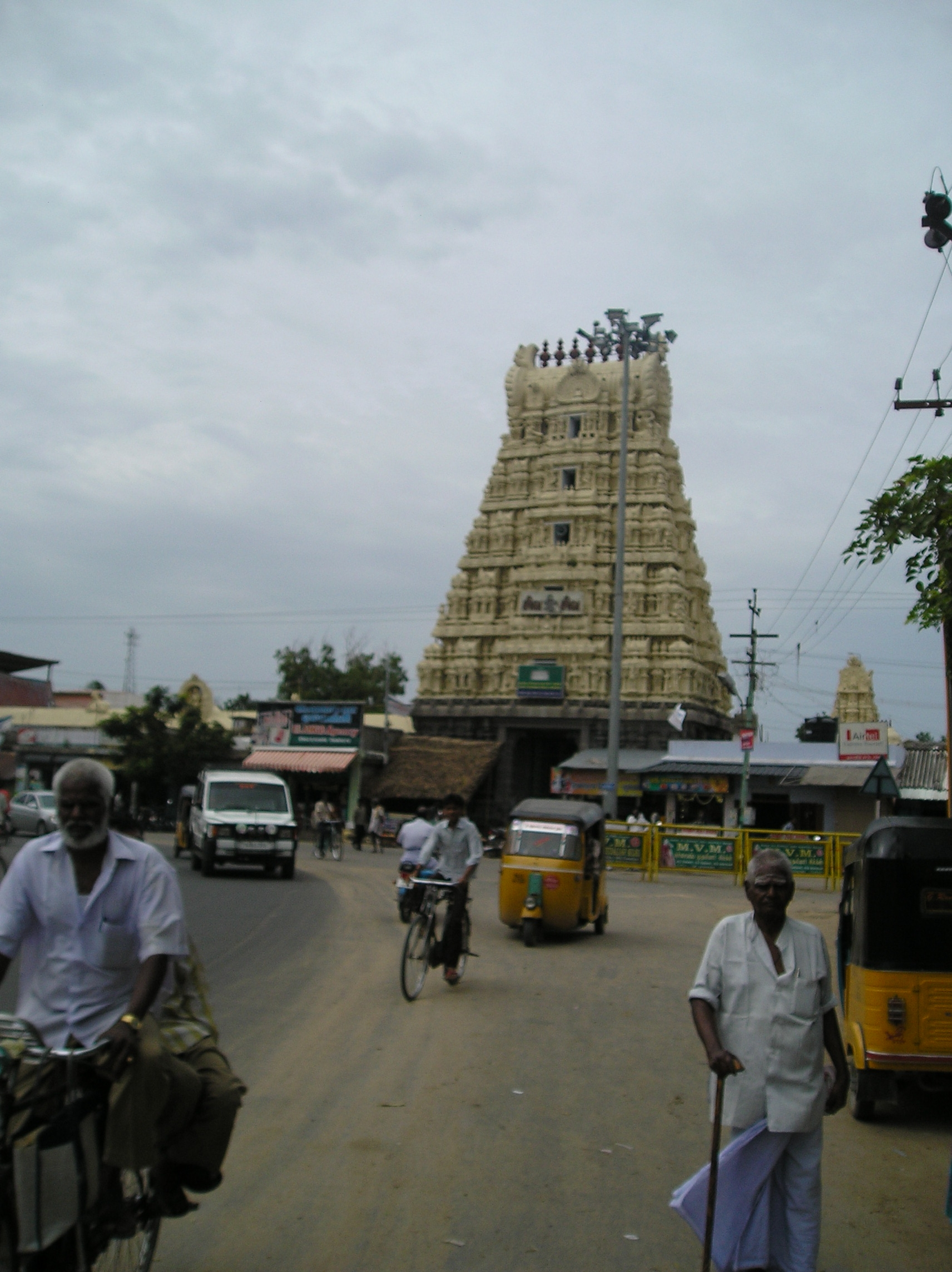
Karchapesvarar
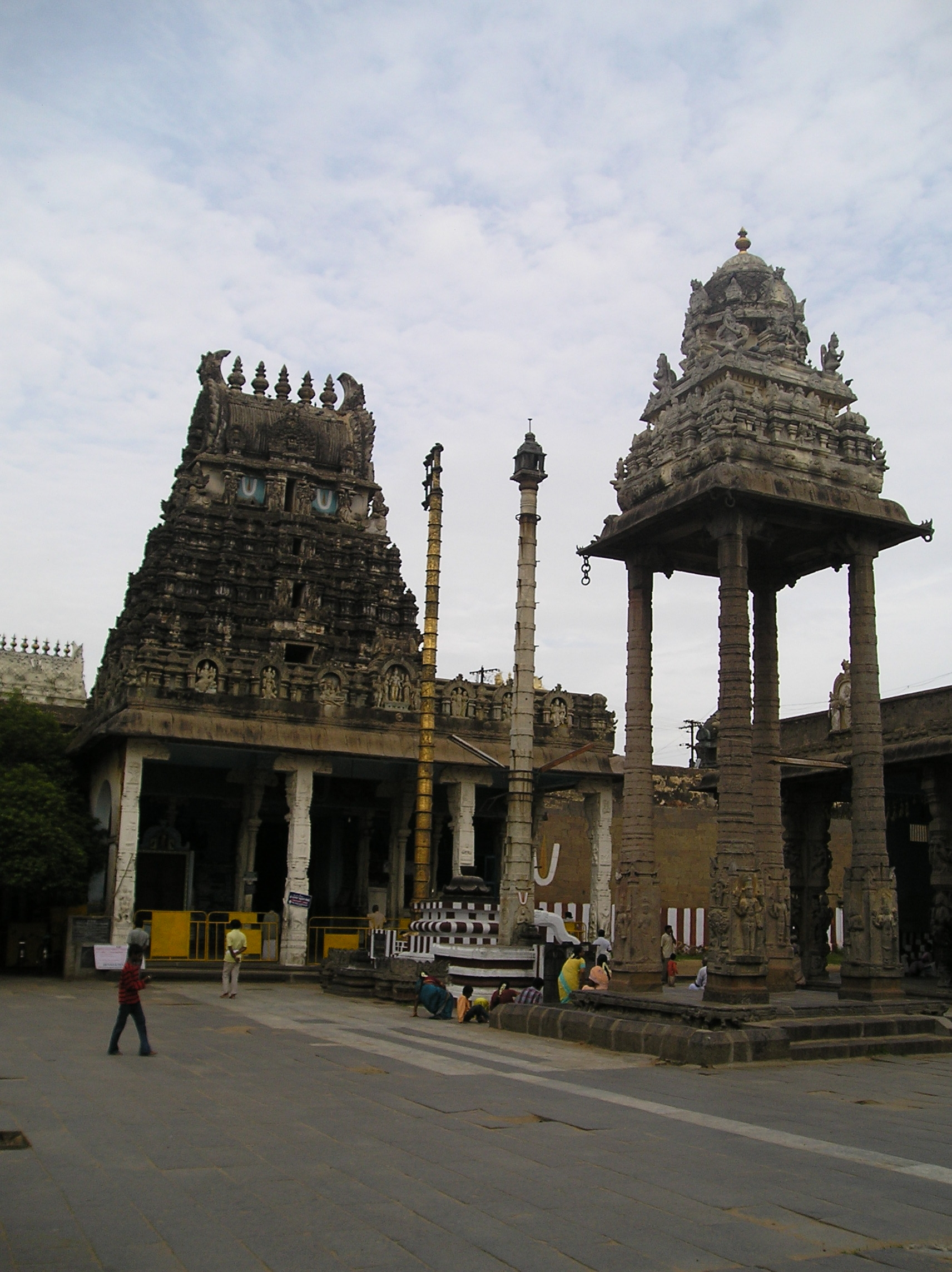
Varadharaja Perumal
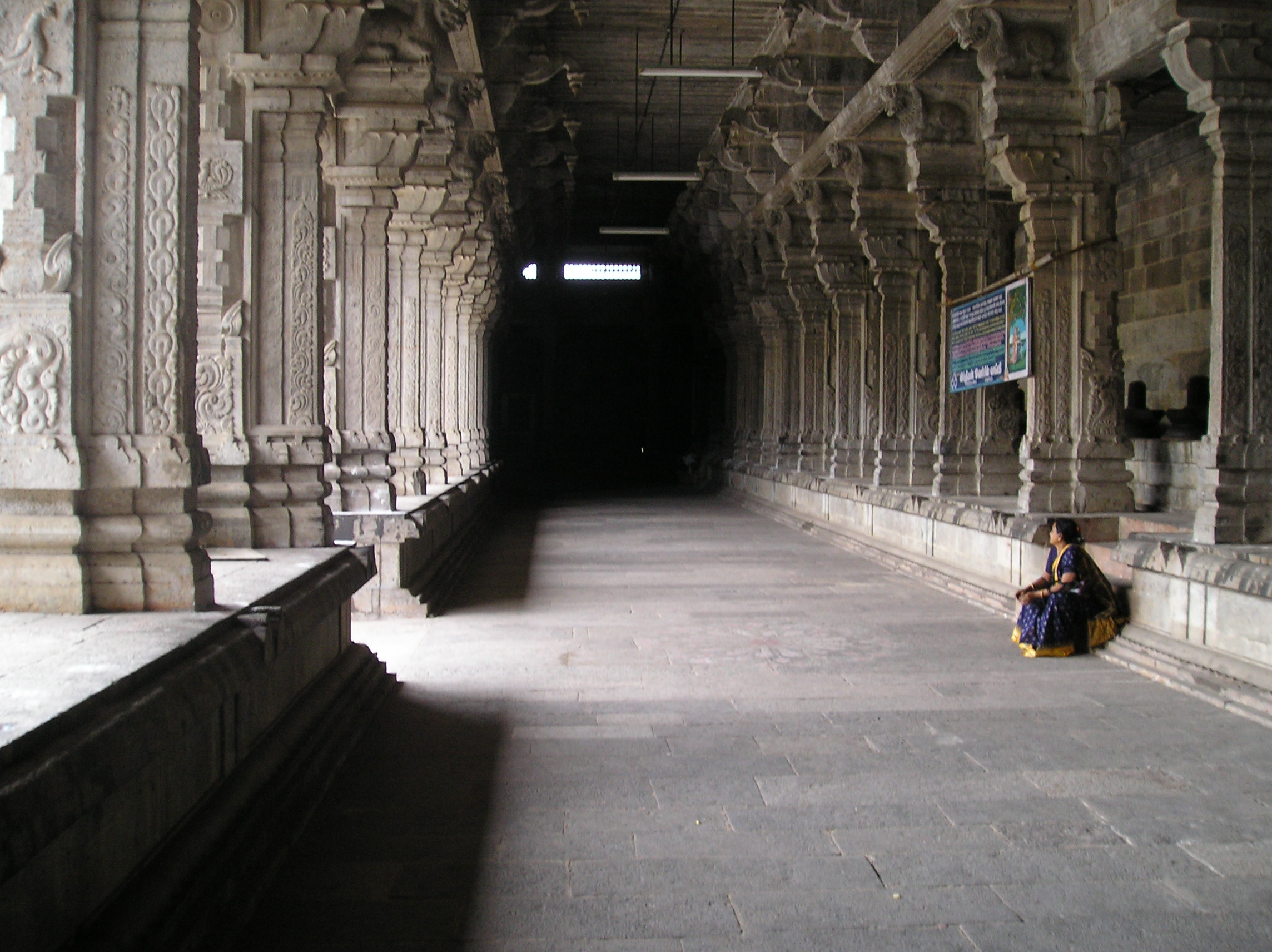
Ekambaresvarar
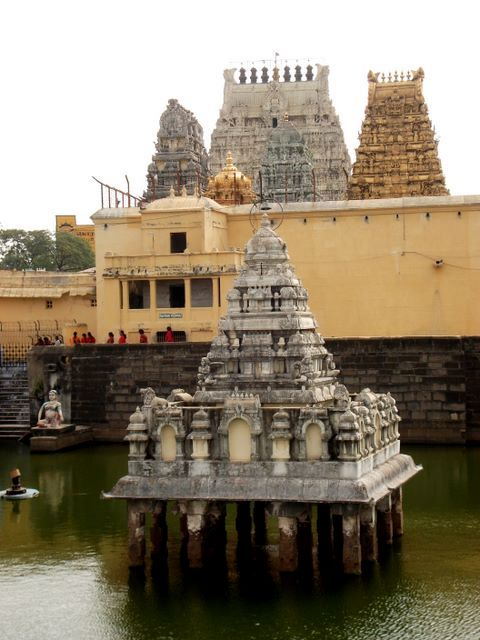
Kamáksi

## Fordítás
- Ez a szócikk részben vagy egészben  a   Kanchipuram című angol Wikipédia-szócikk fordításán alapul.  Az eredeti cikk szerkesztőit annak laptörténete sorolja fel. Ez a jelzés csupán a megfogalmazás eredetét és a szerzői jogokat jelzi, nem szolgál a cikkben szereplő információk forrásmegjelöléseként.
- Ez a szócikk részben vagy egészben  a   Kanchipuram című német Wikipédia-szócikk fordításán alapul.  Az eredeti cikk szerkesztőit annak laptörténete sorolja fel. Ez a jelzés csupán a megfogalmazás eredetét és a szerzői jogokat jelzi, nem szolgál a cikkben szereplő információk forrásmegjelöléseként.